# 竹中光毅
竹中 光毅（たけなか こうき、1979年 - ）は、岐阜県出身の日本の経営者、株式会社HABANA VEGAS 代表取締役社長。
銀座の老舗バー「銀座池田」を経て、2014年まで銀座の「ハートマングループ」にてトップバーテンダーとして活躍。のち独立し、シガーとキューバ文化を広めるため、同年に西麻布に会員制シガーバー兼シガーショップ「ハバナベガス」をオープン。
2008年のシガー・サービスコンクールで優勝した、日本一のシガー・エン・コンセイエ。
現地ハバナで毎月3000本の葉巻を買い付ける国内屈指の第一人者。

## 経歴
19歳からバーカウンターに立ち、21歳のから銀座のバーで働くようになった。老舗「銀座池田」経て、ハートマングループの「ザ・ライオンズ・デン」等でカウンターに立つ。
その間、ブルーベル・シガー・サービス・コンクールにて、準優勝、優勝を経験。2014年に独立。西麻布に会員制葉巻専門店「ハバナベガス」を開店。製造たばこ特定販売業の登録を受けており、店主自らキューバで目利きし、買い付けた葉巻を提供している。

## 賞歴
2008 ブルーベル・シガー・サービス・コンクール - 優勝

## 著書
葉巻の美学 フォレスト出版 (2019/10/20)  ISBN 4866800585